# Fleur mystique
La Fleur mystique est une huile sur toile de Gustave Moreau peinte vers 1890. Cette peinture religieuse s'inspire de l'Apothéose de sainte Ursule de Carpaccio que l'artiste avait pu recopier lors de son séjour vénitien. Cette œuvre originale clôt le Cycle de l'Homme chez Moreau en montrant l'importance du sacrifice chez ses personnages héroïques.

## Contexte
Gustave Moreau peint cette toile religieuse à la fin de sa vie alors qu'il réfléchit au devenir de ses œuvres. Il commence alors à rédiger des notices sur ses œuvres et à créer des toiles dans un format musée dont Fleur mystique, avec ses 253 cm de haut, fait partie,. C'est aussi une époque où Moreau multiplie les compositions symétriques selon un axe vertical telles que Le Christ rédempteur.
La toile est peinte après la mort de sa mère et d'Alexandrine Dureux, deux femmes qui comptaient beaucoup dans sa vie. Les sujets qu'il traite après ces épisodes tragiques sont davantage méditatifs et mélancoliques avec un certain intérêt pour les sujets religieux depuis les années 1875,. Bien que Gustave Moreau eut des parents agnostiques et qu'il ne fut pas pratiquant, il développa une religion toute personnelle. Aussi déclare-t-il « Croyez-vous en Dieu ? Je ne crois qu'à lui-seul. Je ne crois ni à ce que je touche, ni à ce que je vois. Je ne crois qu'à ce que je ne vois pas et uniquement à ce que je sens. Mon cerveau, ma raison me semblent éphémères et d'une réalité douteuse ; mon sentiment intérieur seul me paraît éternel, incontestablement certain ». Son itinéraire spirituel peut être rapproché de Huysmans, un de ses plus fervents admirateurs.

## Description
Cette toile d'un format significativement étiré laisse voir un vaste paysage rocheux,. À sa base, un tertre est recouvert de petites figures de martyrs nimbés dans la douleur de leur supplice. De ce tertre jaillit un immense lys au sommet duquel trône une représentation de l'Église au hiératisme tout byzantin qui peut être assimilée à la Vierge Marie, tenant une croix que vient visiter l'oiseau céleste,,. Cette assimilation de cette figure féminine à la Vierge Marie est directement donnée par Moreau dans sa notice : « La corolle d'un grand lys sert de trône à une figure de la Sainte Vierge ». Cet ensemble forme une composition pyramidale avec pour base le tertre et pour sommet cette gigantesque Vierge.

## Interprétation

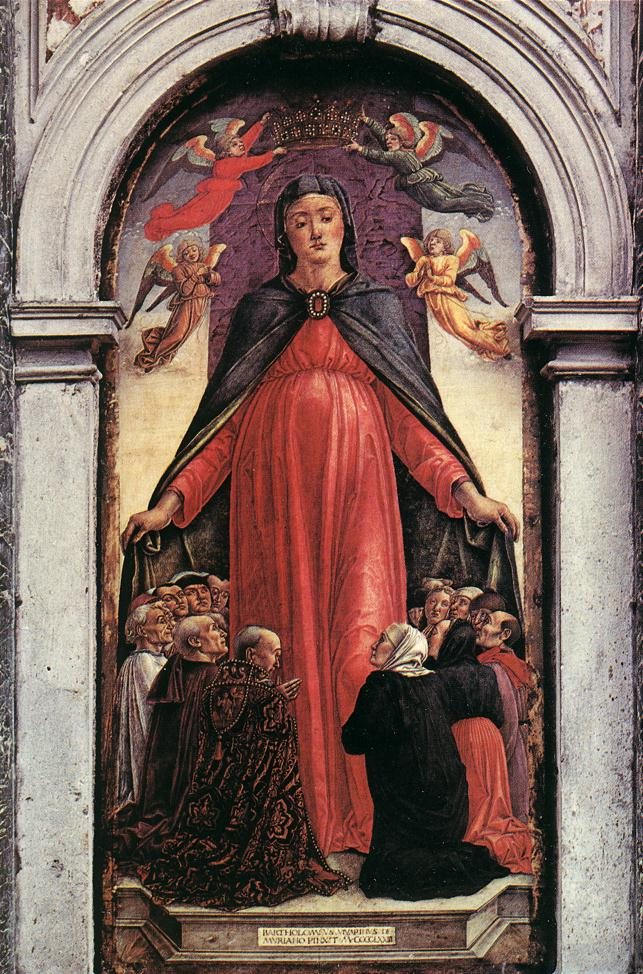
Bartolomeo Vivarini, Vierge de miséricorde, 1473, Venise, Église Santa Maria Formosa.

Pour interpréter cette œuvre, le format est important. En effet, comme nous l'avons vu, c'est une époque pendant laquelle Moreau entreprend de faire de grandes toiles ; mais les proportions mêmes de ses toiles ne sont pas choisies au hasard. Il choisit par exemple des formats carrés pour exprimer une certaine plénitude dans Le triomphe d'Alexandre le Grand. Quand il choisit ce format étiré verticalement, c'est au contraire pour exprimer un rapport de domination. Il s'exprime en ces termes dans la notice qu'il a rédigée : « Tous les martyrs qui sont morts pour Elle ont arrosé de leur sang cette fleur mystique, symbole de pureté ». Cette domination est donc celle de l'Église sur les martyrs. On sait notamment que Gustave Moreau était très imprégné par la religion de son époque qui exaltait la souffrance réparatrice et le culte de la Vierge ; cette souffrance se fait l'écho de celle de l'artiste à la fin de sa vie,. Cette conception du sacrifice rédempteur rejoint celle que Moreau se fait des héros. En effet, les héros qu'il représente comme Œdipe, Jason, Thésée, Hercule, Moïse, Prométhée, Jésus, saint Jean-Baptiste et saint Martin sont tous dans son œuvre voués au sacrifice. Ce sont des héros civilisateurs représentant le triomphe de l'esprit sur la matière mais ultimement, ils doivent disparaître,,. C'est donc sur cette œuvre, la Fleur mystique, que se clos le Cycle de l'Homme décrit par Léonce Bénédite.
Concernant cette figure de la Vierge, elle prend place dans un contexte historique et iconographique bien particulier. L'on a coutume de représenter la Vierge en véritable géante dans le cas de la Vierge de miséricorde dont la disproportion lui permet de protéger de son large manteau l'humanité tout entière. Néanmoins, la deuxième moitié du XIXe siècle marque un tournant puisque ce gigantisme n'est plus synonyme de protection mais d'effroi. Trois traits se dégagent de cette iconographie nouvelle : il y a d'abord la domination de la figure féminine par sa place au sein d'une composition pyramidale, puis par sa disproportion par rapport aux autres personnages et enfin par la pluralité des figures masculines face à une figure féminine unique. La Fleur mystique partage ces trois caractéristiques, la figure féminine y est au sommet d'une structure pyramidale, démesurément grande et seule face à la multitude ; par conséquent, ce n'est plus du tout une Vierge protectrice. Plutôt que de protéger les martyrs, elle trône au-dessus d'eux et c'est de leur sang sacrificiel que jaillit la fleur qui la porte.

## Sources d'inspiration

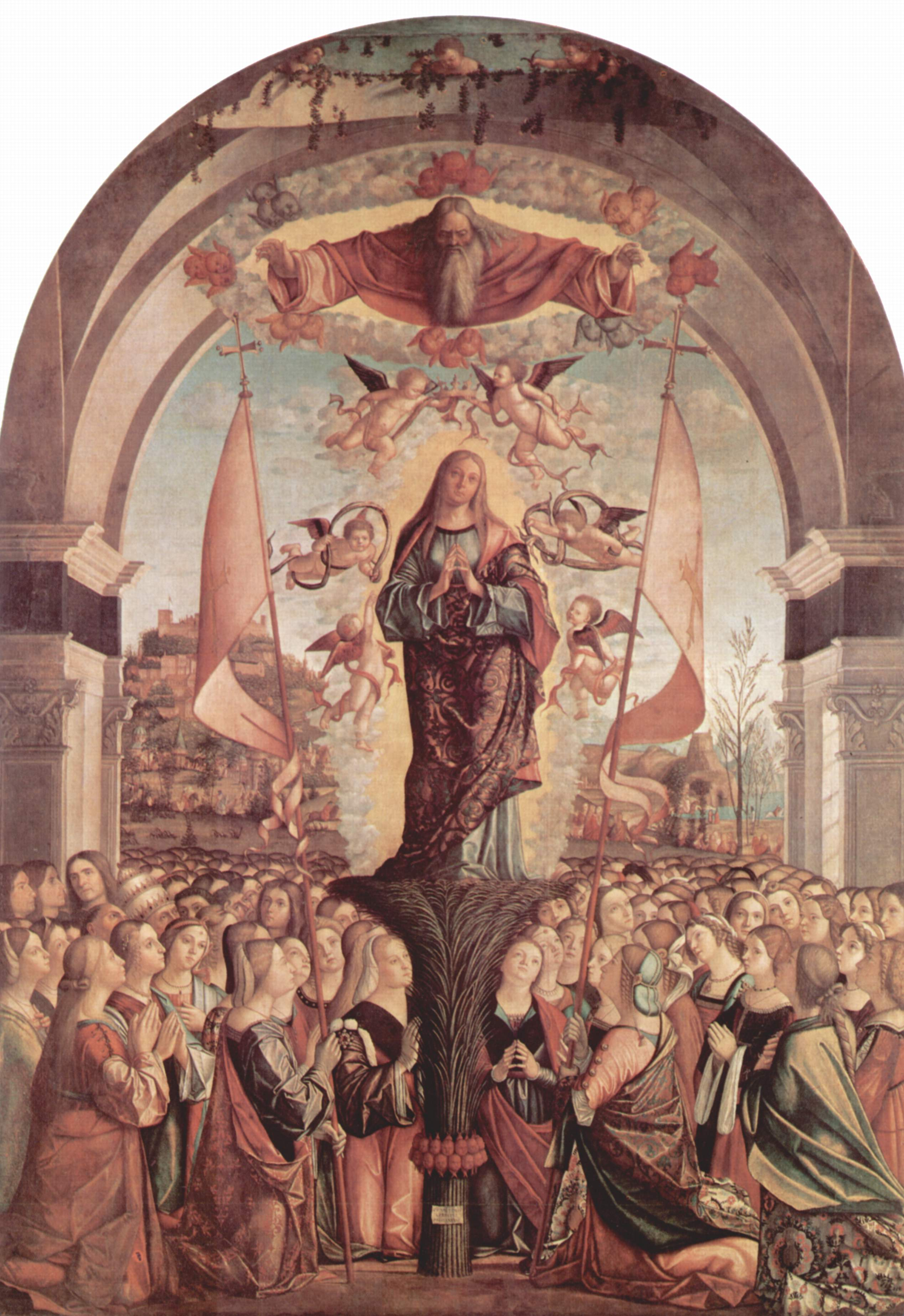
Vittore Carpaccio, Apothéose de sainte Ursule, 1491, Venise, Gallerie dell'Accademia.

Cette composition s'inspire de l'Apothéose de sainte Ursule de Carpaccio, que Gustave Moreau avait eu l'occasion de recopier lors de son séjour à Venise à l'automne 1858, alors qu'il étudiait l'œuvre de ce peintre en profondeur en recopiant notamment le Saint Georges terrassant le dragon. Il reprend l'idée de la sainte placée au sommet d'une gerbe de palmes pour sa propre toile. Quant au paysage rocheux, il est emprunté à Léonard de Vinci, dont Moreau avait longuement étudié l'œuvre, notamment la Vierge aux rochers du musée du Louvre dont les proportions lui ont servi de modèle pour ses peintures d'histoire à partir du Salon de 1864 où il présente son Œdipe et le Sphinx,.

## Autres itérations de la femme géante
Moreau reprend la composition pyramidale avec une femme géante dans la version de 1893 de La Sirène et le Poète et dans Les Victimes. En 1905, Gustav-Adolf Mossa reprend lui-aussi les trois traits caractérisant la femme géante et monstrueuse dans un tableau intitulé Elle. Mais cette Elle ne désigne plus l'« Elle » mentionnée par Moreau dans sa notice et dont il parlait comme d'un « symbole de pureté ». Au contraire, Elle désigne l'idée de la femme, la femme absolue et anonyme, l'éternel féminin mauvais tuant l'homme voire l'humanité. Cette figure de la femme géante dominant des hommes minuscules devient une obsession pour ce peintre niçois qui développe alors une imagerie misogyne à la limite de la caricature.